# Persona (computerspelserie)
Persona is een serie van computerrollenspellen (RPG's) ontwikkeld door Atlus en die eigendom zijn van Sega. De serie wordt buiten Japan gepromoot als Shin Megami Tensei: Persona om duidelijk te maken dat het een spin-off is van de serie Shin Megami Tensei.

## Beschrijving
De spelserie startte als spin-off van het computerspel Shin Megami Tensei If... uit 1994. Twee jaar later kwam het eerste spel in de Persona-reeks uit. De kern van de computerspelserie draait om een groep studenten als de hoofdpersonages, een stille protagonist en gevechten die worden gehouden. Sinds Persona 3 past de serie een datingsimulatie toe, waarmee de personages verder ontwikkeld kunnen worden.
Het hoofdthema binnen de spelserie is het op psychologische wijze aftasten van andere personages, hun gedachtes, en hoe de personages hun eigen identiteit vinden. Terugkerende concepten in de serie zijn gebaseerd op de jungiaanse psychoanalyse, de persona en tarotkaarten. Ook elementen uit mythologie, religie en literaire thema's hebben de spelserie beïnvloed en zijn erin terug te vinden.

## Spellen in de reeks

### Hoofdreeks
- Revelations: Persona (1996)
- Persona 2: Innocent Sin (1999)
- Persona 2: Eternal Punishment  (2000)
- Shin Megami Tensei: Persona 3 (2006)
- Shin Megami Tensei: Persona 4 (2008)
- Persona 5 (2016)

### Remakes
- Shin Megami Tensei: Persona 3 FES (2007)
- Shin Megami Tensei: Persona (2009)
- Shin Megami Tensei: Persona 3 Portable (2009)
- Shin Megami Tensei: Persona 2 - Innocent Sin (2011)
- Persona 2: Batsu (2012)
- Persona 4 Golden (2012)
- Persona 5 Royal (2019)
- Persona 3 Reload (2024)
- Persona 4 Revival (n.n.b.)

### Spin-offs
- Persona 4 Arena (2012)
- Persona 4 Arena Ultimax (2013)
- Persona Q: Shadow of the Labyrinth (2014)
- Persona 4: Dancing All Night (2015)
- Persona 3: Dancing in Moonlight (2018)
- Persona 5: Dancing in Starlight (2018)
- Persona Q2: New Cinema Labyrinth (2018)
- Persona 5 Strikers (2020)
- Persona 5 Tactica (2023)
- Persona 5: The Phantom X (2025, de eerste gesloten bèta was in 2023)